# Tuğba
Tuğba significa bellesa, bondat en àrab i s'utilitza com a nom de dona en turc. Persones amb el nom Tuğba inclouen:
- Tuğba Altıntop - cantant turca
- Tuğba Ekinci - cantant turca
- Tuğba Karademir - patinadora artística sobre gel turca
- Tuğba Palazoğlu - jugadora de bàsquet turca
- Tuğba Taşçı - jugadora de bàsquet turca